# 德国之声
德国之声（直譯為：德國的（音）波）是按《德国之声法案》（Deutsche Welle Act）设立，是一家由德国國家稅收預算資助的德國公共、國有的國際廣播公司。該服務支援 32 種語言，並由德國政府提撥預算資助的公共国际广播机构，是德国广播电视联合会（ARD）以及欧洲广播联盟（EBU）成员。
德国之声前身為西德政府設立的廣播公司。總部設於波昂。在60多個國家共有1500多名正式員工與1500多名約聘人員，與波昂及柏林的同事合作製作廣播、電視以及網際網路的資訊服務。以29种语言播出广播节目，以德语、英语、西班牙语和阿拉伯语播出电视节目。內容上側重國際時事，也包含介紹德國，以及德國和其他國家之間的雙邊交流。

## 历史

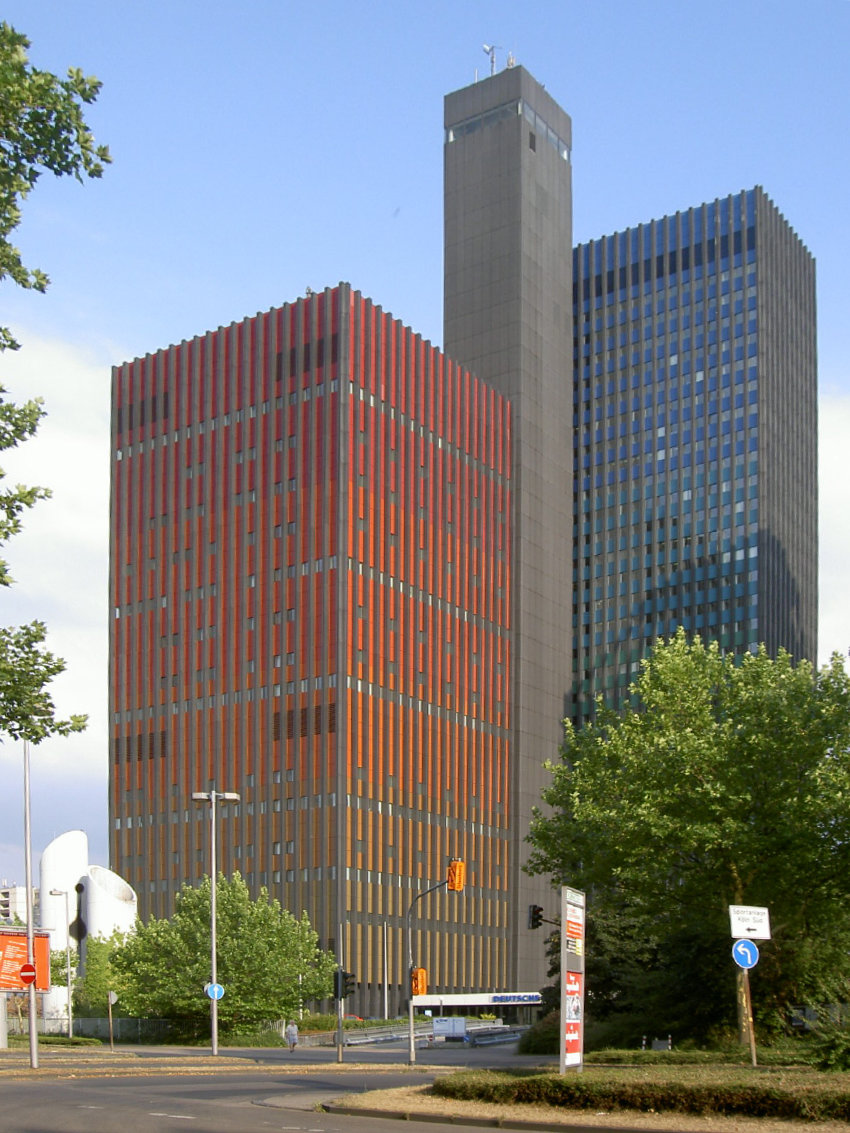
2003年搬迁前，德国之声位于科隆的总部大楼。

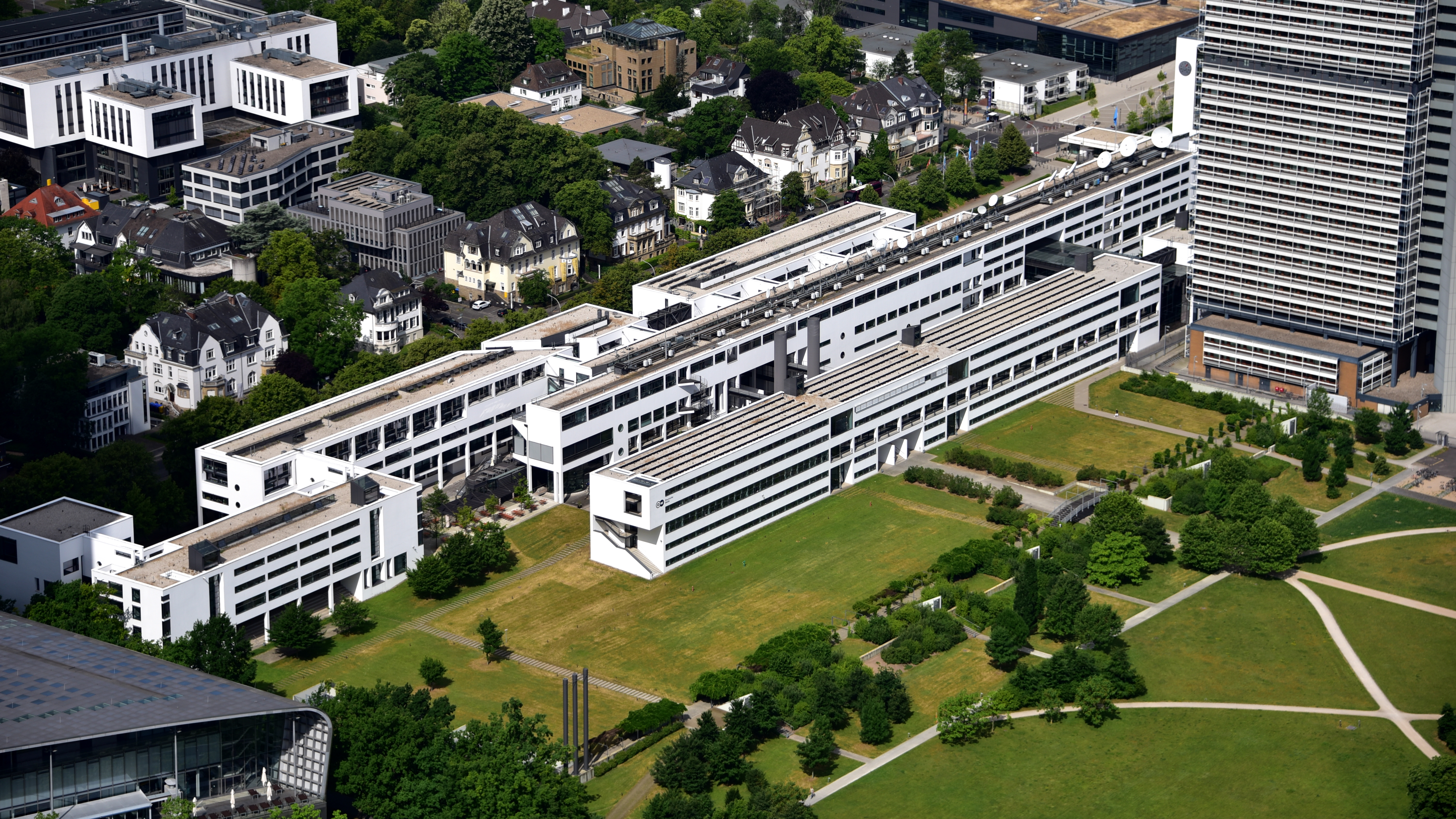
位于波恩的德国之声办公区。

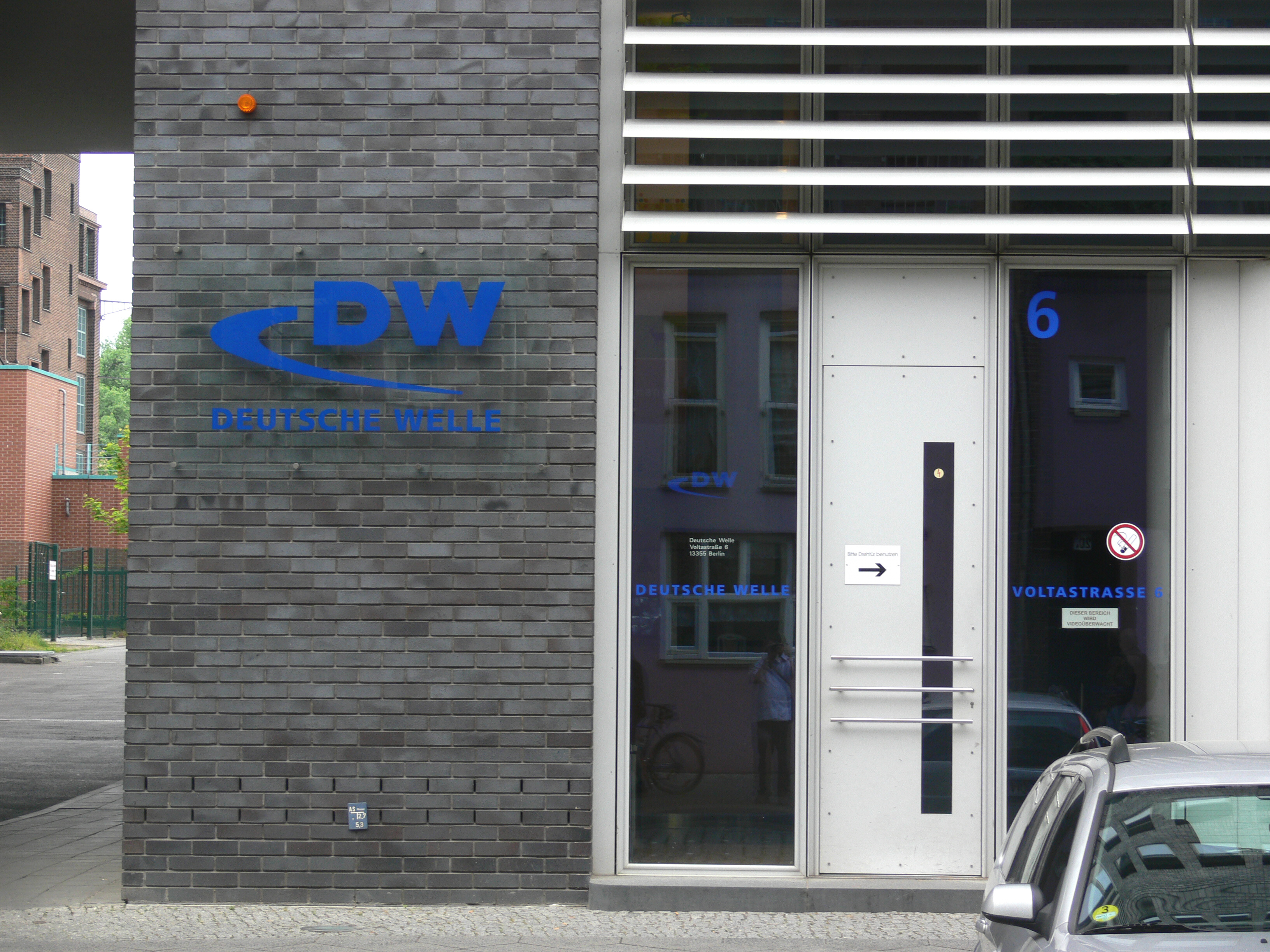
位于柏林的德国之声办公室。

早在1924年就出现了“德国之声有限公司”，这是一个德国所有地区的广播联合机构，座落在柏林。战后，德国之声于1953年5月3日首次以短波播出德语节目。6月11日，德广联的成员签署合约成立共同的德国之声短波节目。这个节目首先由当年的北德广播公司负责，之后又由座落在科隆的西德广播公司接管。该公司的台长对德国之声的节目负责。一年之后，德国之声启动英语、法语、西班牙语和葡萄牙语节目。
德国之声从1953年5月3日开始广播節目，时任西德总统特奥多尔·豪斯（Theodor Heuss）的讲话是其首次短波广播，豪斯以“致我们全世界亲爱的同胞”的讲话向世界问好。至2003年，其主要的驻地在莱茵河畔的科隆。
1960年，通过立法，“德国之声”正式成为独立的广播电台。1962年起，德国之声陆续扩充其他语言丰富广播节目。1990年，随着两德统一，原東德的柏林国际广播电台终止对外广播。该电台的一些工作人员和其播出频率和播出设备被德国之声採納。
两年之后，也就是1992年4月1日，德国之声在柏林以德语和英语播出DW-TV电视节目。该电视节目通过卫星播出，在以后的几年内不断扩充。现在德国之声共有5个电视频道，分别为DW-TV（英语频道，面向全球播出）、DW-TV Arabia（阿拉伯语频道）、（西班牙语频道）、DW-TV Deutsch+（美洲频道，每天播出20小时德语节目和4小时英语节目）和DW-TV Deutsch（德语频道，面向亚太及欧洲播出）。
1994年，德国之声注册域名www.dwelle.de，成为德国第一家网上广播公司。
2003年，值德国之声成立50周年之际，德国之声的广播部和网络部搬迁到德国旧都波恩以前的政府区，德国之声的电视节目改在柏林制作。据2002年德国之声年度报告中报道，此次搬迁的费用为1500万欧元。
财政经费削减对德国之声造成很大的影响。2004年，削减的金额就达到了75万欧元。德国之声重新进行内部结构重组，并调整节目的方向和重点，以适应不断变化的政治气候和媒体市场的需求。其后，通过立法，德国之声的网站DW-World正式与广播、电视并立，成为德国之声多媒体的三大支柱之一。德国之声网站的重点语言是：德语、英语、汉语、俄罗斯语、西班牙语、葡萄牙语和阿拉伯语。
2011年10月30日，德国之声停止除非洲、亚洲以外的短波广播。2013年1月1日，德国之声短波中文广播停播。2019年4月，委内瑞拉政府恢复在該國播放德国之声西班牙语节目。2021年10月28日，白俄羅斯當局下令屏蔽德國之聲網站。
2022年2月3日，作为对德国禁止RT DE落地的回应，俄羅斯當局關閉德国之声驻莫斯科分社，撤销德國之聲员工在该国的工作资格许可，终止德國之聲在俄罗斯境内的卫星广播和其他广播。7月，土耳其封鎖德國之聲網站。

## 播送

### 中文部
1965年3月7日，德国之声中文编辑部成立，目前有近20名工作人員，並在全球範圍內擁有一個通訊員網路。德國之聲中文部通過信件、電話、電郵與聽眾聯絡，並於2006年開通手機簡訊平台。2018年開始，德國之聲在台北設立亞洲辦公室。
- 中文广播：中文广播每天通过互联网向全球各地的华人用華語播音60分钟。德国之声中文节目以国际时政为主要内容，此外还有文化地理历史等专栏节目。
- 亚洲广播：德国之声在斯里兰卡、新加坡、韩国都建有发射台，斯里兰卡的发射台设在亭可马里（Trincomalee），有一部400千瓦中波发射机，3部250千瓦的短波发射机，新加坡的发射台有100千瓦的短波发射机，韩国的金堤发射台有250千瓦的短波发射机。
- 台湾广播：德国之声在台湾也使用调频和中波落地播出。如花莲的FM97.3和台北的AM1494，现由国立教育广播电台转播。

### 互联网
德国之声网站是德国之声多媒体、互动的网上服务项目。德国之声网站以30种语言提供有关德国、欧盟以及国际的时事新闻、背景報導。德国之声中文网每天更新时事、经济、文化和体育新闻，提供包括如何留学德国以及欧洲旅游等信息，并提供部分被中国大陆当局禁止出版图书的在线阅读，但不提供德國當局禁止出版图书的在线阅读。德國之聲的官方數據称，該公司每週在世界各地觸及1億5700萬名閱聽眾。

### 德國之聲學院
德國之聲學院（DW Akademie）是德國之聲媒體開發、媒體諮詢和記者培訓的國際中心。它為全世界的合作夥伴和客戶提供多種多樣的媒體培訓和咨詢項目。它與廣播機構、媒體組織和大學合作，特別是在發展中國家和轉軌國家，以促進自由和獨立的媒體。這項工作主要是由德國聯邦經濟合作及發展部資助。其他資助來自德國外交部以及歐盟。
德國之聲學院的新聞培訓計畫是一個為期18個月的青年記者課程，提供德國之聲製作內容以下三個領域的編輯訓練: 廣播、電視和網路。它針對來自德國以及有德國之聲傳播對象地區中有抱負的記者。
與波昂大學和波恩-萊茵-錫格應用技術大學合作開設的"國際媒體專業"碩士課程，即在德國之聲學院進行。為期四學期的課程將媒體開發、媒體管理和通訊等學科集於一體。研討會以英語和德語舉行，而且該學位目標為來自發展中國家和轉軌國家的媒體代表。
Carsten von Nahmen於2018年9月成為德國之聲學院的負責人。自2017年2月起，他一直擔任德國之聲駐華盛頓的資深記者，並且在此之前，從2014年起擔任德國之聲副總編輯和主要新聞部門的負責人。格拉姆施(德語:Christian Gramsch)於2013年11月至2018年5月擔任德國之聲學院的主任，並且在此之前，他擔任德國之聲的多媒體區域總監。他接替了前德國之聲學院主任Gerda Meuer，其曾擔任德國之聲廣播節目的副總編輯，且更早之前曾為多家媒體機構工作，並擔任過Inter News service的特派記者。捨費爾(德語:Ute Schaeffer)自 2014 年起擔任德國之聲學院的副負責人，並曾任德國之聲的總編輯。

## 资金来源
总体来说，德国之声的资金来自于政府拨付的税款，以保障其在德國境內報道的中立性，每年德国之声从德國联邦政府得到拨款。也就是说，德国之声的经费并非来自广播电视用户的收费。在有限的范围内德国之声可以提供一定的广告时间。
2003年，德国之声的经费大约为2.77亿欧元。经费支出的具体详情记载于每年的年度报告之中。德国之声的目标和计划也在中期计划報告中详细说明。自1999年以来，联邦政府不断缩减开支，德国之声也受到影响，不得不采取裁员，缩减短波广播语种等一些节约措施。但是，德国之声也看到因特网发展的前途，并逐渐扩充德国之声网站的内容和语种，并开发除新闻之外其他的因特网服务项目。

## 批评与争议

### 张丹红事件
2008年8月4日，北京奥运会开幕前四天，时任德国之声中文部副主任的张丹红受邀参加德国电视二台一访谈话节目时，宣称中华人民共和国在过去的几十年中成功「使四亿人脱贫」，说明「中国共产党比世界上任何一支政治力量在实践人权宣言第三条方面的贡献都要大」。此前的7月24日，张丹红在德国电视二台节目中谈到西藏时表示，中共「为保护西藏文化做了很多事情」等。张丹红其后被迫從德國之聲離職支持張丹紅的中文部主任冯海音被调至中央部擔任編輯。
針對此事，中國媒體普遍指责德国存在「反华情绪」和「反华势力」，説张丹红「因言获罪」与西方标榜的「新闻自由不符」。人民网认为，德国之声标榜客观公正，但自從2008年張丹紅離職之後，經過改組的德國之聲中文部對中华人民共和国之抨擊與日俱增，上万份中文报道「遭審查」。並且不再像以往那樣每周刊出讀者留言。而以往的讀者留言，批評德國之聲的評論佔有很大的一部分。在德國的華人异议人士组成的“联邦共和国作家圈”要求清查德国之声员工政治背景和审核中文部过去五年节目内容，环球网批评这一要求「是要搞新闻检查」。中国网报道指，张丹红在任职期间，也发表过不少「反华言论」，呼吁公众理性看待该事件。
德国《焦点》杂志称，张丹红「过于客观公正的观点」，表示张违反「德国之声」的宗旨。2008年9月，海外异议人士徐沛批評張丹紅用流利的德语讲出中宣部謊言，正如德國社會民主党议员Dieter Wiefelspütz所形容的「独一无二的灾难」，并且譴責張丹紅於中共在法輪功成員器官爭議發生時還為中共說話。
在各方压力下，8月30日，德国之声电台中文网发表官方声明，称“张丹红并没有解除工作”“她接受的为数不少的媒体访谈中，有一次她的一些表达与德国之声所秉承的主导理念不相符合”“在调查结束前，惯常做法是暂停针对公众的活动”。此声明再次引发中国媒体与舆论质疑，《青年参考》质询德国之声中文部，“为什么一位工作了18年的资深记者‘有一次一些表述与主导理念不相符合’，就停止她的职务？”2011年5月，四名被德国之声裁撤的华人员工发布公开信，控诉德国之声中文部“设置秘密‘监督员’，清除‘异己’员工”。公开信详细回忆了北京奥运会前发生的张丹红事件前后经过，并称自己“是2008年‘中国论战’迟来的牺牲品”。2013年，冯海音回任中文部主任。

### 使用央視畫面報導臺灣
2025年4月，德國之聲報導臺灣民眾對中華人民共和國軍事演習反應時，使用了來自中國國有媒體中國中央電視台的片段，而非實地採訪。對此，中華民國外交部提出抗議；而德國之聲台北辦公室表示，該新聞並不是其臺北團隊製作，已刪除該片段並致歉。